# Akerselva

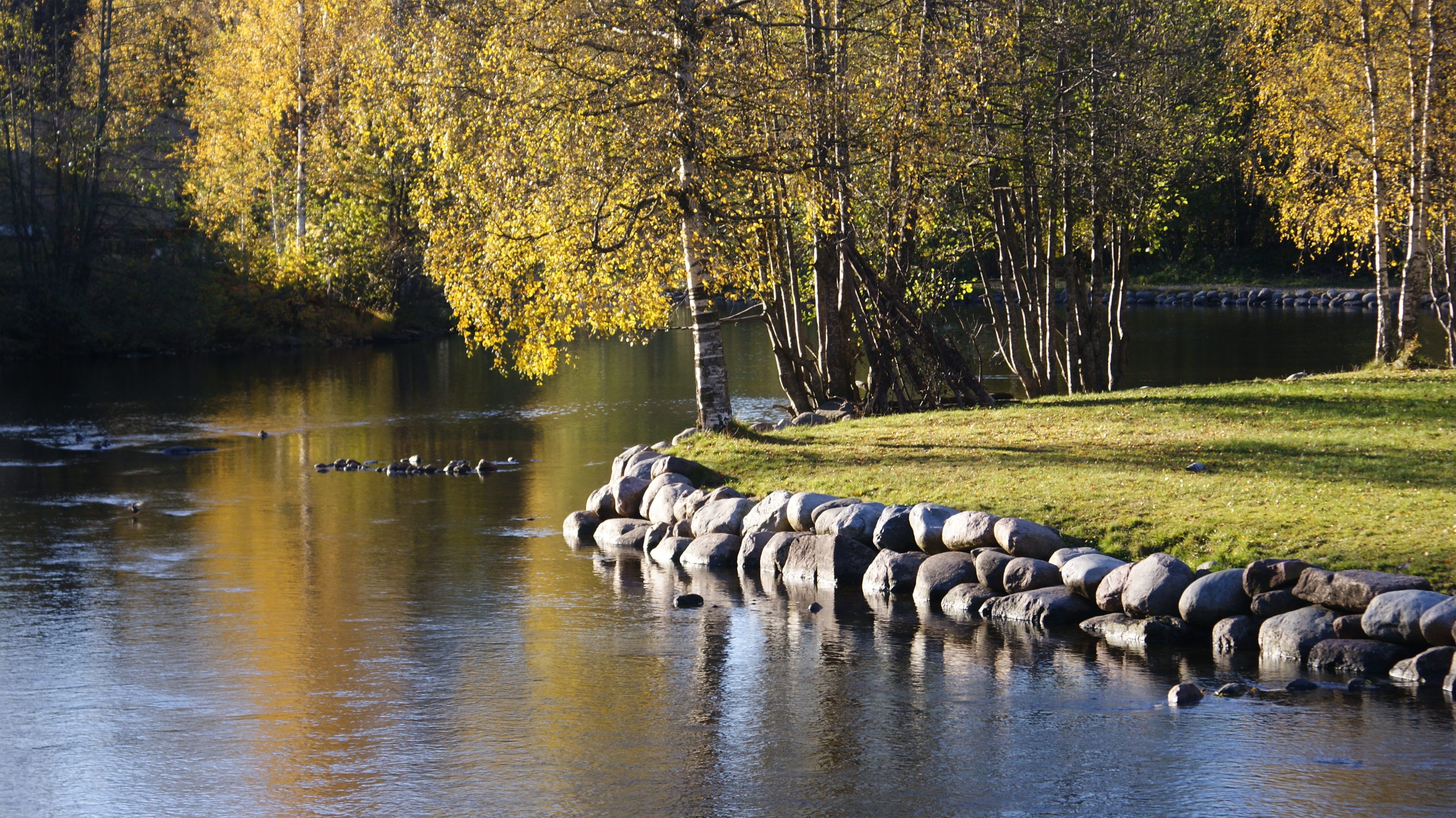
Az Akerselva egyik szabályozott szakasza

Az Akerselva felszíni vízfolyás, amely Oslóban, Norvégia fővárosaban folyik keresztül. A patak Maridalsvannetnél ered Oslomarka megyében és mindössze 8,2 kilométer megtétele után Paulsenkaiennél torkollik az Oslo-fjordba. Útja során érinti Nordre Aker, Sagene és Grünerløkka városrészeket, illetve Oslo belvárosát. A vízfolyás útja során 149 méteres szintkülönbséget küzd le. 
A patak korábban számos ipari létesítményt látott el energiával. 2008 nyarán a Kunsthøgskolen i Oslo (az oslói Nemzeti Művészeti Akadémia) egy korábbi ipari épületbe költözött. Az új campus Európa egyik legtágasabb campusa lett. A patakot helyenként „Oslo zöld tüdejének” is nevezik. Partján számos park és természeti tanösvény található Grønland és Maridalsvannet közt.
Az Akerselva patak a hetvenes években már igencsak szennyezett vizű volt, mivel korábban 150 éven keresztül a környező ipari létesítményekből tisztítatlanul ömlött a szennyvíz bele. A 80'-as években a környezetvédelmi szabályok szigorításával lecsökkentették a szennyezőanyagokat a vízben és a vízfolyás élővilága lassanként újjáéledt. 2011 márciusának elején a közeli szennyvíztelepről 6000 liternyi klór került a patak vizébe, amely csaknem teljesen kipusztította a folyó élővilágát.

## Nevének eredete
Az Aker előtag Oslóban számos hely megjelölésére szolgál. Az Aker egy régi farm és templom volt. Az utótag a ’folyó’ jelentésű norvég elv szóból lett kialakítva. A vízfolyás mintegy természetes határt képez Oslo keleti és nyugati része között, miként a nyelvi határvonalat is itt lehetne meghúzni. A vízfolyás keleti partján az emberek az elv főnevet nőnemű nyelvtani alakként használják, ezért mondják azt elvának. A történelem során dán befolyás alá került nyugati részen viszont a dán nyelvből vett semleges főnévi alak alapján elvennek nevezik. 

## Fordítás
- Ez a szócikk részben vagy egészben  az   Akerselva című angol Wikipédia-szócikk ezen változatának fordításán alapul.  Az eredeti cikk szerkesztőit annak laptörténete sorolja fel. Ez a jelzés csupán a megfogalmazás eredetét és a szerzői jogokat jelzi, nem szolgál a cikkben szereplő információk forrásmegjelöléseként.